# Висвистувач австралійський
Висвистувач австралійський (Tregellasia capito) — вид горобцеподібних птахів родини тоутоваєвих (Petroicidae). Ендемік Австралії.

## Опис
Довжина тіла австралійського висвистувача досягає 12,5-13,5 см, розмах крил 22,5 см. Довжина хвоста від 5,1 до 6,1 см, дзьоба від 1,1 до 1,6 см. Важить птах від 12,5 до 18,2 г. Виду не притаманний статевий диморфізм.
Голова птаха світло-сірого кольору, з оливково-сірою верхівкою. Горло і область навколо дзьоба білого кольору. Верхня частина тіла оливково-зеленого кольору, більш коричнювата на хвості і крилах. Груди і живіт жовті. Ноги жовто-оранжеві, райдужка темно-коричнева. Дзьоб тонкий, сірого кольору. Молоді птахи рудуваті; передня частина їх тіла і голова поцятковані білими плямками. Австралійський висвистувач дуже схожий на жовтого корольця, однак останній трохи більшого розміру і має чорні лапи.

## Поширення і таксономія
Австралійський висвистувач є ендеміком Австралії. Мешкає двома окремими популяціями на сході континенту, кожну з яких виділяють в окремий підвид. Номінативний підвид, T. c. capito, мешкає на південному заході штатів Квінсленд і Новий Південний Уельс, від острова Фрейзер до річки Меннінг. Підвид T. c. excelsa, який вирізняється невеликими розмірами, мешкає від Куктауна і Атертонського плато на півострові Кейп-Йорк до національного парку Палума-Рейндж.

## Екологія
Австралійські висвистувачі мешкають в тропічних лісах і вологих евкаліптових лісах на висоті до 1500 м над рівнем моря. Вони живуть поодинці, парами або невеликими зграйками. Це спокійні, непримітні птахи, які можуть сидіти на гілці, не рухаючись впродовж декількох хвилин, перш ніж спіймати комаху або перелетіти на іншу гілку. Цей птах харчується майже виключно комахами, лиш іноді доповнюючи свій раціон насінням. В тропічних лісах він частіше шукає їжу на верхівках дерев, в евкаліптових лісах на землі. 

## Розмноження
Сезон розмноження австралійських висвистувачів триває з серпня по січень. За сезон може народитися два виводки. Це територіальний птах, територія сім'ї зазвичай має площу одного гектара.
Цей вид птахів будує гніздо в густій рослинності, часто поблизу води. Воно має відкриту, чашоподібну форму; робиться з листя, трави, ліан; часто матеріалом виступають рослини роду Calamus. В кладці зазвичай 2 яйця овальної форми, розміром 15×20 мм блідо-зеленого кольору з коричневими плямами.
В австралійських висвистувачів спостерігається колективний догляд за пташенятами. Дослідники спостерігали групи, що складалися з домінантного самця, одного чи двох дорослих самиць і одного чи двох молодих самців. Вони припускають, що молоді самці можуть бути потомками пари, що гніздиться.
Шість з 15 пар, за якими спостерігали дослідники, мали таких помічників. Вони залишалися на території пари, що гніздилася впродовж сезону розмноження. Вони брали участь в годуванні пташенят і охороні території; якщо гинув домінативний самець вони могли взяти на себе його роль.